# 伊丹镇
伊丹镇，是中华人民共和国吉林省四平市伊通满族自治县下辖的一个乡镇级行政单位。

## 行政区划
伊丹镇下辖以下地区：
伊丹社区、伊丹村、大岭村、东升村、毯子村、车家村、新民村、西岭村、曹家村、六家村、心合村、火红村和马场村。